# Artes marciais vietnamitas

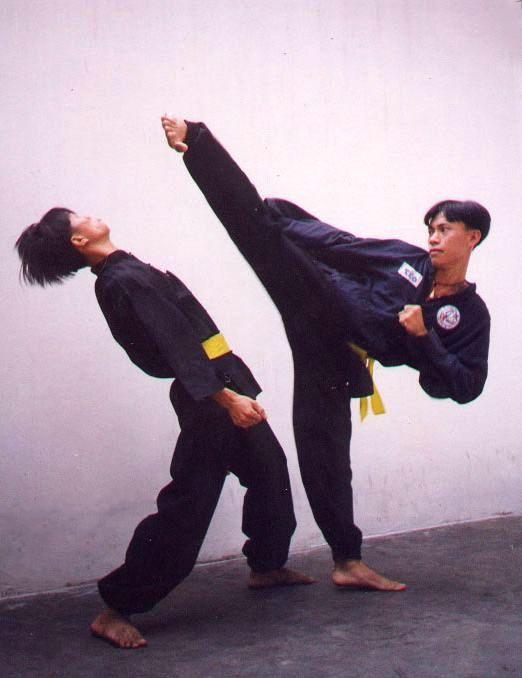
Chute nas artes marciais vietnamitas.

Artes marciais vietnamitas são as diversas formas de artes marciais desenvolvidas ao longo da História do Vietname. A necessidade de instrumentos de resistência à ocupação do país por potências do porte da China, França, Japão e Estados Unidos marca este desenvolvimento.

## História
As técnicas de combate do Vietnã antigo (em vietnamita:  Vo Thuat; 武秫) eram subdivididas em nove modalidades principais:
- Dôv quyen: modalidade semelhante ao boxe inglês;
- Vo: modalidade semelhante ao caratê;
- Vat: modalidade semelhante ao jujitsu
- Cam-na: modalidade semelhante ao aiquidô;
- Viet lom guom: a esgrima vietnamita;
- Co vo dao: modalidade especializada no manejo das diversas armas tradicionais;
- Bong phap: modalidade especializada no manejo de diversos tipos de bastões;
- Tham thê: a versão vietnamita do tai chi chuan.

O imperador Hung Vuong III foi o primeiro a unificar os diversos estilos de artes marciais do Vietnã para organizar a resistência contra a ameaça da invasão mongol. Desde então, a História das artes marciais vietnamitas passa por diversos períodos:
- 2879 A.C. a 111 A.C. - Período no qual foram definidas as técnicas;
- 111 A.C. a 906 D.C. - Período de formação das teorias;
- 1010 a 1527 - Período de aperfeiçoamento e de difusão das técnicas;
- 1527 a 1802 - Período da divisão;
- 1802 a 1945 - Período da decadência;
- 1945 - Renascimento das artes marciais vietnamitas;
- 1973 - Fundação da Organização Viet Vo Dao.

O nome viet vo dao (em vietnamita:  Việt Võ Đạo; 越武道) é recente e refere-se a todos os estilos de artes marciais vietnamitas e sino-vietnamitas. No Vietnã, o nome viet vo dao é atribuído somente ao estilo vovinam do mestre Nguyen Loc. Antigamente, o viet vo dao era conhecido como vo thuat, vo co truyen, vo bihn dihn, vo tay son, entre outros, dependendo da região do Vietnã.
O Vietnã sofreu influência direta de diversos povos vizinhos, tais como China, Japão, Tailândia, Laos, Camboja, entre outros e isso explica a enorme diversidade técnica dos estilos de viet vo dao.